# Corral-Rubio
Corral-Rubio község Spanyolországban, Albacete tartományban. Lakosainak száma 302 fő (2024).

## Földrajza
Corral-Rubio Chinchilla de Monte-Aragón, Montealegre del Castillo, Fuente-Álamo és Pétrola községekkel határos.

## Népesség
A település lakosságának változását az alábbi diagram mutatja:
| Lakosok száma | 454  | 450  | 421  | 413  | 406  | 365  | 351  | 324  | 306  | 302  |
|               | 2001 | 2004 | 2006 | 2009 | 2011 | 2014 | 2016 | 2019 | 2021 | 2024 |